# 可移植C編譯器
可移植C編譯器（英語：Portable C Compiler），也被稱為pcc，或pccm（portable C compiler machine），一種早期的C語言編譯器，由史蒂芬·強生於1970年代中期，在貝爾實驗室寫作。這個編譯器被使用在Version 7 Unix上，跟著它一同釋出。一直到1994年4.4BSD發表時，它都是BSD UNIX系統上的預設C語言編譯器，一直到被gcc取代為止。在1980年代，它是非常具有影響力的C語言編譯器典範，主要的C語言編譯器都是在它的基礎上繼續開發而成。2007年，Anders Magnusson與 Peter A Jonsson重新開發了pcc，讓它也可以適用於C99標準。

## 功能
由丹尼斯·里奇創作的第一個C語言編譯器，採用遞歸下降解析器（Recursive descent parser），基於PDP-11平台特色而產生。為了使它產生的匯編語言程式最佳化，它利用這個特定平台的優化器來進行。在設計上是與機器相關的。
pcc基於yacc之上，只有少部份程式碼是與機器相關的，具備可移植性。

## 外部連結
- 官方网站